# غواصة مجنحة
أنتجت شركة «هوكس أوشين انترناشونال» غواصة مائية تطير تحت البحر، ويمكنها الغوص لعمق 1500 قدم تحت سطح البحر، وبسرعة تصل إلى ست عقدات في الساعة، كما يمكنها البقاء تحت الماء لمدة قد تصل إلى خمس ساعات. بحسب سي ان ان.وتشبه الغواصة، واسمها «ديب فلايت سوبر فالكون» Deep Flight Super Falcon، في شكلها شكل طائرة مقاتلة بهيكلها النحيل ومقعديها، وأجنحتها الجانبية، إلى جانب الزعانف لتمكنها من الغوص بشكل أفضل.ويقول غراهام هوكس صاحب الشركة المنتجة: «إن هذه الغواصة جاءت بناء على بحث الطبقة المترفة من الناس على تكنولوجيا أكثر تطوراً لتلبية احتياجات رفاهيتهم، فخطرت لنا فكرة صناعة هذه الغواصة الطائرة، لتلبي الاحتياجات هذه كما يمكن استخدامها من قبل الباحثين وصانعوا الأفلام.»
ويضيف هوك: «يجب أن نتخلص من كل ما لدينا حول تكنولوجيا صناعة الغواصات المعروفة، وأن نبدأ بالتفكير بهذه الغواصات الجديدة المجنحة.. أو الآلات الطائرة تحت البحار.»
وأوضح هوك أن هذه الغواصات صممت لتكون أكثر نشاطاً وفاعلية من أي مخلوق بحري عدا الدولفين، معتبراً أنها تكاد أسرع بكثير من العديد من تلك المخلوقات البحرية، وأنها تستطيع مجاراة الدلافين بشكل أفضل من أي غواصة أخرى، وذلك بسبب أجنحتها.
ويبلغ سعر الغواصة حوالي 1.3 مليون دولار، كما أن هناك شكلاً آخر بإمكانيات أقل وبسعر يصل إلى 350 ألف دولار.
أما أول طلب شراء الغواصة فجاء من رجل الأعمال، توم بيركنز، الذي يقول إنه سيشتريها ليضعها على يخته الضخم، وبالتالي يستطيع استخدامها في جولاته البحرية، للغوص في أعماق البحار.
ويصف هوك الغواصة فيقول «لا يوجد بها صمامات أو أجهزة قياس، ما عليك إلا تشغيلها، لتبدأ العمل، بعد ذلك استخدم ذراع التحكم للنزول في الماء، وهذا يختلف عن غيرها من الغواصات التي تعتمد على الثقل لجعلها تنزل في الماء.» ويستمر هوك في وصف غواصته فيقول «إنها لا تشبه الطائرة، إنها طائرة بالفعل»
وفي إحدى رحلات التجربة لهذا المنتج الجديد، يصف هوك ما حدث عندما اقتربت أسماك القرش منهم، بدافع الفضول لمعرفة هذا الشيء الغريب، واستمرت الأسماك بالإبحار بمحاذاتهم بشكل جميل.
وتعمل الغواصة بالبطاريات، كما صنعت محركاتها بشكل جيد لتكون أكثر هدوءاً، كما تمت تجربتها في تيارات بحرية قوية.
وبدأت تجربة الغواصة من قبل مدارس الغوص، وستكون التجربة القادمة في الصيف في جزيرتي تيركس وكياكو، وفق ما ذكرته كارين هوكس، مديرة التسويق في الشركة، وتبلغ كلفة الدورة التدريبية على الغواصة 17 ألف دولار لمدة ثلاثة أيام، كما إن هناك عرضاً آخر، وهو الغوص لنصف يوم بسعر يصل 5500 دولار.